# Mircea Cărtărescu
Mircea Cărtărescu, född 1 juni 1956 i Bukarest, är en rumänsk poet, romanförfattare och essäist. Han är en av Rumäniens mest framstående författare.
Han är gift med författaren Ioana Nicolaie.

## Biografi
Mircea Cărtărescu studerade vid universitetet i Bukarest, där han 1980 tog examen i rumänska språket och litteraturen. Sedan dess har han arbetat som lärare. Han debuterade som poet med samlingen Faruri, vitrine, fotografii, och som romanförfattare 1983 med Desant '83. För sin andra roman, Visul (1989), belönades han med Rumänska akademiens pris, samt nominerades till Latinska unionens pris. Han är internationellt en av de mer uppburna postmoderna författarna från forna östblocket.
Han introducerades på svenska 1997 i antologin Corespondenţe lirice: poezie contemporană română şi suedeză = Lyrisk brevväxling: nutida rumänsk och svensk poesi i översättning av Dan Shafran. Sedan dess har ytterligare tio verk utkommit på svenska. På svenska utges hans böcker av Albert Bonniers förlag.
Den första romanen som översattes till svenska, Nostalgia (2002), utgavs på originalspråket första gången 1989, men undergick kraftig censur. Den utgavs ocensurerad först efter östblockets fall, 1993. De övriga romanerna som utkommit på svenska, Orbitór I-III, är delvis självbiografiska, men det faktiska stoffet är uppblandat med fiktion.

### Romaner
(Samtliga i översättning av Inger Johansson och utgivna av Bonniers)
- 2002 – Nostalgia (Nostalgia)
- 2004 – Orbitór. Vänster vinge (Orbitor. Aripa stingă)
- 2006 – Orbitór. Kroppen (Orbitor. Corpul)
- 2008 – Orbitór. Höger vinge (Orbitor. Aripa dreaptă)
- 2011 – Dagbok 1994–2003 (Jurnal I-II)
- 2013 – Travesti (Travesti)
- 2015 – Levanten – Österlandet (Levantul)
- 2019 – Solenoid (Solenoid)
- 2023 – Melancolia (Melancolia)

### Lyrik
- 1990 – Levantul (Cartea românească)
- 2008 – En lycklig dag i mitt liv (översättning och urval Dan Shafran och Lars-Inge Nilsson) (Ellerström)